# Disparago
Disparago é um género botânico pertencente à família Asteraceae.